# Ботвиньев, Алексей Владимирович
Алексе́й Влади́мирович Ботви́ньев (25 июня 1981, Коломна, Московская область, РСФСР, СССР) — российский футболист, вратарь. Тренер.

## Карьера
Воспитанник коломенской футбольной школы. Занимался в детских секциях ФК «Ока» и «Авангард». С детских команд выбрал позицию вратаря. Ввиду отсутствия второго вратаря в детских и молодёжных командах выступал одновременно в нескольких возрастных категориях. Взрослую карьеру начал в клубе «Коломна», выступавшем в зоне «Центр» второго дивизиона.
С 1999 по 2006 год находился в составе донецкого «Шахтёра», за который сыграл только один раз в Кубке Украины. Выступал за «Шахтёр-2» в первой лиге Украины (87 игр, 105 пропущенных голов), за «Шахтёр-3» во второй лиге (19 игр, 34 пропущенных гола) и в турнире дублёров (3 игры, 1 пропущенный гол).
В 2007—2008 годах выступал за раменский «Сатурн», за основной состав сыграл 4 игры в чемпионате России, в которых пропустил 5 голов, и 3 игры в кубке страны, в которых пропустил 3 гола; за дубль сыграл 13 матчей, пропустил 10 голов.
В феврале 2009 года был отдан в годичную аренду в «Кубань». 21 марта дебютировал во 2-м туре чемпионата России в игре против московского «Спартака» (1:0), отыграл весь матч, на 20 минуте отбил пенальти, назначенный за снос им же Веллитона. Всего за «Кубань» провёл 14 матчей в чемпионате, в которых пропустил 17 мячей, и 1 матч в первенстве молодёжных составов, в котором пропустил 2 гола. По окончании сезона арендное соглашение не продлевалось, и он покинул «Кубань».
12 марта 2010 года было сообщено, что сезон-2010 Ботвиньев проведёт в аренде в клубе первого дивизиона «Краснодар».
26 декабря 2010 года подписал контракт с клубом «Томь», сроком на три года. По обоюдному согласию с клубом в декабре 2012 года контракт был расторгнут, и футболист вернулся в «Коломну».
Привлекался к играм за молодёжную сборную России, сыграв в её составе 1 матч.

## Достижения
- Обладатель Кубка Украины 2004 года.

## Семья
Женат, имеет сына и дочь.